# Lille Kaukasus
Lille Kaukasus er den anden af de to vigtigste bjergkæder i Kaukasus-bjergene, med en længde på omkring 600 km. Den vestlige del af Lille Kaukasus overlapper og konvergerer med bjergene i det østlige Tyrkiet.
Den løber parallelt med bjergkæden Store Kaukasus, i en gennemsnitlig afstand på omkring 100 km syd fra Likhi-området i Georgien og til det østlige Tyrkiet fra nord og nordøst.
Det er adskilt fra Store Kaukasus af Kolkhida-lavlandet (Georgien) i vest og Kura-Aras-lavlandet (ved Kura-floden i Aserbajdsjan) i øst.
Den højeste top er Aragats der er 4.090 moh.
Grænserne mellem Georgien, Tyrkiet, Armenien, Aserbajdsjan og Iran løber gennem området, selv om dens kam normalt ikke definerer grænsen.
Området blev historisk kaldt Antikaukasus eller Anti-Kaukasus (græsk : Αντι-Καύκασος, russisk : Антикавка́з, Анти-Кавка́з). Denne brug er almindeligt forekommende i ældre kilder. I nutiden bruges mest navnet Lille Kaukasus, men Antikaukasus kan stadig findes i moderne tekster.